# Саут-Харбор (тауншип, Миннесота)
Саут-Харбор (англ. South Harbor) — тауншип в округе Мил-Лакс, Миннесота, США. На 2000 год его население составило 885 человек.

## География
По данным Бюро переписи населения США площадь тауншипа составляет 194,5 км², из которых 55,2 км² занимает суша, а 139,3 км² — вода (71,62 %).

## Демография
По данным переписи населения 2000 года здесь находились 885 человек, 364 домохозяйства и 266 семей.  Плотность населения —  16,0 чел./км².  На территории тауншипа расположено 694 постройки со средней плотностью 12,6 построек на один квадратный километр. Расовый состав населения: 88,70 % белых, 0,90 % афроамериканцев, 7,57 % коренных американцев, 0,34 % азиатов и 2,49 % приходится на две или более других рас. Испанцы или латиноамериканцы любой расы составляли 1,36 % от популяции тауншипа.
Из 364 домохозяйств в 25,5 % воспитывались дети до 18 лет, в 58,8 % проживали супружеские пары, в 9,1 % проживали незамужние женщины и в 26,9 % домохозяйств проживали несемейные люди. 21,2 % домохозяйств состояли из одного человека, при том 9,6 % из — одиноких пожилых людей старше 65 лет. Средний размер домохозяйства — 2,43, а семьи — 2,76 человека.
24,6 % населения — младше 18 лет, 5,4 % — в возрасте от 18 до 24 лет, 22,9 % — от 25 до 44, 28,5 % — от 45 до 64, и 18,5 % — старше 65 лет. Средний возраст — 44 года. На каждые 100 женщин приходилось 98,0 мужчин.  На каждые 100 женщин старше 18 приходилось 102,1 мужчин.
Средний годовой доход домохозяйства составлял 36 058 долларов, а средний годовой доход семьи —  42 500 долларов. Средний доход мужчин —  35 909  долларов, в то время как у женщин — 19 583. Доход на душу населения составил 19 742 доллара. За чертой бедности находились 7,5 % семей и 10,6 % всего населения тауншипа, из которых 22,0 % младше 18 и 1,9 % старше 65 лет.